# Kalidou Kassé
Pour les articles homonymes, voir Kassé.
Kalidou Kassé, né à Diourbel le 5 octobre 1957, est un artiste plasticien sénégalais, peintre et sculpteur.

## Biographie
FONDATEUR DE LA GALERIE DES « Ateliers du Sahel ».
Plastiques délégué auprès de l’UNESCO de 1999 à 2017.
Ancien membre du Conseil National de Régulation de l’Audiovisuel du Sénégal (CNRA).
Ambassadeur de bonne volonté de la Croix – Rouge Sénégalaise
Ambassadeur AMREF – WEST AFFRICA
Président Association “AAR GUNEYI” (Pour la Protection des Enfants)
Membre Fondation de la Banque de l’Habitat du Sénégal BHS
Membre du Conseil d’Administration de l’IFAN -  Université Cheikh Anta Diop de Dakar
Membre du Conseil d’Administration du CROUS -  Centre Régional des Œuvres Universitaire Social de l’Université Alioune Diop de Bambey

## Principales expositions
- 2021 : Exposition au Musée Bargoin – Festival International des Textiles Extraodinaire, Clairmont-Ferrand
- 2020 : Exposition au Musée des Civilisations Noires – 40 ans Kalidou Kasse, Gis Gis Bu Bees
- 2018 : Exposition à la Fondation Total
- 2017: Exposition à l’OMPI[2] – Organisation Mondiale de la Propriété Intellectuelle Genève Suisse
- 2015 : Musée Théodore Monod[3],[4]
- 2015: Exposition au Musée Théodore Monod du Sénégal – Exposition des 35 ans de parcours artistique
- 2014: Exposition à la Banque Nationale de Développement Economique BNDE – Sénégal
- 2014: Exposition au Musée Cabildo en Argentine
- 2013: Exposition à l’ancienne église du sacré Cœur Casablanca, Maroc
- 2012: Exposition Hôtel King Fahd Palace, Sénégal
- 2011: Exposition à La Rotonde Chambre de Commerce Paris
- 2011: Expo en Corée au World Master Festival
- 2010: Expo Complexe  ‘‘ABRUQ ALRUGHMAH ’’ de JEDDAH
- 2010: Expo Centre Culturel ‘‘KING FAHD’’ de Riyad
- 2009: Expo Dakar – City – Dakar
- 2007: Exposition au National Black Art Festival (NBF), Georgia, Atlanta.
- 2007: Exposition « Les couleurs du Sénégal » à Heidelberg Allemagne
- 2007: Exposition state Building New York- USA
- 2005:  Expo invite d’honneur à l’Assemblée Nationale de Berlin    -      Expo Galerie « VIS-A-VIS » BUCHEN Allemagne
- 2001 : Expo hôtel Ivoire Abidjan Cote d’Ivoire
- 2000 : Expo universelle HANNOVER Allemagne
  - Expo musée Episcopal forum multiculturel d’arts contemporains Haïti 
  - Expo l’Art Sénégalais au service du social Ministère de la Culture du Maroc Casablanca
- 1998 : Espace culturel François Mitterrand ADDC Périgueux France
- 1997 : Dixième Festival International des Arts Plastiques de Mahares Tunisie
  - Expo Musée IFAN Dakar
- 1996 : Expo Soutien à l’Association des Handicapés du Sénégal
  - 32ème Anniversaries de l’OUA New York City USA
- 1994: SOTHEBY’S Harlem- Dowling West Side Center for children and Families service
  - Cinquième conférences des femmes Africaines Sorano Dakar
  - Come in together Vancouver Canada
  - Javiths Center New York City USA
  - City Hall NEW ROCHELLE USA

### Ouvrages connexes
- Kalidou Kassé peintures : Expériences de la forme, de Jean-Bernard Ouédraogo, Amalion 2014,  (ISBN 9782359260410).
- Mamadou Abdoulaye Ndiaye et Alpha Amadou Sy, Esthétique négro-africaine et quête d'universalité ou quelques considérations sur l'œuvre de Kalidou Kassé, Éditions Panafrika/Silex/Nouvelles du Sud, Dakar, octobre 2007, 82 p.

### Référence
Premier Prix « Aiglon d’Or » Sénégal
Grand prix du World Master Festival COREE
Commissaire exposition « Hommage à Papa Ibra TALL » Fondateur de l’Ecole Nationale des Arts du Sénégal
Commissaire exposition la semaine économique et culturelle du Sénégal à Paris
Commissaire exposition : WALLU HAÏTI – Galerie Nationale d’Art
Fondateur de la première École des Arts Visuels du Sénégal « TAGGAT 
Président de la Commission Nationale Arts Plastiques du FESMAN III
Concept artistique du village global ICASA 2008 – Méridien Président Dakar
Expert Conseiller des Grands Travaux de l’ANOCI - Dakar
Conseiller Artistique des Assemblées Annuelles de la Banque Islamique de Développement – Dakar 
Conseiller Artistique des Assemblées Annuelles de la Banque Africaine de Développement – Dakar
Expert Assistant Grands projets artistiques de la République du Sénégal ANOCI
Commissaire exposition de la Conférence des Intellectuels d’Afrique et de la Diaspora Brésil 2006
Membre du Comité d’Orientation de la 8e Biennale de Dakar 
Membre du Conseil scientifique de la 10e Biennale Dakar 2010
Commissaire exposition Semaine Culturelle Sénégalaise en Italie 
Ambassadeur 6 – 12 – 6 ASACASE  
Membre d’Honneur du Jury du premier concours Monte – Carlo 2008 de la FONDATION CUOMO, MONACO
Diplôme d’Honneur Festival Mondial des Arts Plastiques – Caire Egypte 1990
Diplôme de Participation Festival International des Arts Plastiques de Mahares – Tunis
Deuxième Prix FIARA – 1999
Premier Prix FIARA – 2000

### Collection privée
Côte d’Ivoire, Allemagne, Gabon, Mali, Gambie, Italie, Suisse, Haïti, Canada, Sénégal, France, USA, Corée du Sud, Espagne

## Collection à travers le monde
| Pays            | Lieu                                         | Titre des œuvres                            | Technique                             | Technique                             |
| Sénégal         | Présidence de la République                  | Premières Pluies                            | Acrylique/ Toile                      | Acrylique/ Toile                      |
| Sénégal         | Primature                                    | Fracture Numérique                          | Acrylique/Toile/Mixte                 | Acrylique/Toile/Mixte                 |
| Luxembourg      | Premier Ministre                             | OMD VI                                      | Acrylique/Toile                       | Acrylique/Toile                       |
| Espagne         | Château                                      | Parade                                      | Acrylique/Toile/Mixte                 | Acrylique/Toile/Mixte                 |
| USA             | Banque Mondiale                              | Jokkoo                                      | Acrylique/Toile                       | Acrylique/Toile                       |
| Tunisie         | Banque Africaine de Développement (BAD)      | Faire de l’Afrique une Terre d’opportunités | Acrylique/Toile Réalisation commune   | Acrylique/Toile Réalisation commune   |
| Tunisie         | Banque Islamique de Développement (BID)      | Naatangué                                   | Acrylique/Toile                       | Acrylique/Toile                       |
| Monaco          | Fondation CUOMO                              | Lutte contre la pauvreté                    | Acrylique/Panneau                     | Acrylique/Panneau                     |
| USA             | Nations unies                                | OMD II                                      | Acrylique/Toile/Mixte                 | Acrylique/Toile/Mixte                 |
| Maroc           | Roi Mohamed VI                               | La famille                                  | Acrylique/Toile                       | Acrylique/Toile                       |
| Japon           | Siège Sanyo                                  | Diversité                                   | Acrylique/Toile                       | Acrylique/Toile                       |
| France          | Le SENAT F.M.I                               | Porte de Gorée Le Musicien                  | Acrylique/Toile/Mixte Acrylique/Toile | Acrylique/Toile/Mixte Acrylique/Toile |
| Bénin           | Assemblée Nationale                          | Rythme                                      | Acrylique/Toile                       | Acrylique/Toile                       |
| Ile Maurice     | Ameenah Gurib-Fakim – Présidente Ile Maurice | Articulation 1                              | Acrylique/Toile                       | Acrylique/Toile                       |
| Suisse          | O.M.P.I                                      | Vers la lumière                             | Acrylique/Toile                       | Acrylique/Toile                       |
| Arabie Saoudite | Ambassade du Sénégal en Arabie Saoudite      | Solidarité Numérique                        | Acrylique/Toile                       | Acrylique/Toile                       |
| Corée           | World Master Festival                        | Gorée Rouge                                 | Acrylique/Toile                       | Acrylique/Toile                       |
| USA             | Hillary Clinton                              | La Grande Royale                            | Acrylique/Toile                       | Acrylique/Toile                       |
| USA             | Barack et Michelle OBAMA                     | Les Chaines de l’Espoir                     | Sculpture                             |                                       |
| France          | Bertrand Delanoë – Maire de Paris            | Teddungal                                   | Acrylique/Toile                       |                                       |
| Gabon           | Président Ali BONGO                          | L’Espoir                                    | Acrylique/Toile                       |                                       |
| Soudan          | Président Omar Hassan El-Bechir              | Solidarité Numérique                        | Acrylique/Toile                       |                                       |
| Liban           | Président du Liban Michel Sleiman            | Sans titre                                  | Acrylique/Toile                       |                                       |

### Filmographie
- Kalidou Kassé, le tisserand de la toile, film documentaire de Hamidou Dia, 52 min
- Kalidou Kassé : un ange de l'idéal, film documentaire de Cheikh Adramé Diop, 52 min